# Kang Dong-won
Kang Dong Won (Hangul: 강동원, sinh ngày 18 tháng 01 năm 1981) là một nam diễn viên, người mẫu Hàn Quốc.

## Tiểu sử
Kang Dong-won sinh ra ở Busan và lớn lên tại Changwon, Gyeongsangnam-do, Hàn Quốc. Gia đình từng gặp khó khăn về kinh tế trong thời niên thiếu và anh từng làm các công việc bán thời gian 
để trả học phí.
Khả năng học tập tốt cùng chỉ số IQ 137, Kang Dong-won tốt nghiệp Đại học Hanyang tại Ansan với bằng Kỹ sư cơ khí.
Cha là ông Kang Cheol-woo (강철우), làm việc lâu năm tại tập đoàn vận tải SPP Heavy Industries (SPP중공업을) và được thăng chức phó Chủ tịch từ năm 2008. Cha của anh được biết đến qua phóng sự ngày 26 tháng 7 năm 2008 của đài MBC về ngành công nghiệp đóng tàu tại SPP Shipbuilding, Tongyeong, Gyeongnam. Đồng thời cũng là bối cảnh quay phim truyền hình My Girl.
SPP Group (SPP그룹) sở hữu SPP Heavy Industries với tư cách là công ty mẹ và có các công ty con như SPP Shipbuilding, SPP Marine Shipbuilding và SPP Shipping. SPP Shipbuilding là một công ty con của Tập đoàn SPP, cũng tham gia đầu tư sản xuất phim truyền hình cũng như cho thuê các địa điểm quay phim.

## Sự nghiệp
Năm 2000, với chiều cao 1m86 khi đang là sinh viên năm nhất đại học, Kang Dong-won đã lọt vào mắt của nhân viên thuộc công ty quản lý người mẫu khi đang đi trên phố. Từ đó, anh bắt đầu sự nghiệp người mẫu của mình, xuất hiện trên sàn catwalk trình diễn các bộ sưu tập prêt-à-porter ở Paris như DKNY, Gucci và Hugo Boss, cũng như cho Hiệp hội nghệ sĩ thời trang Seoul địa phương (SFAA).
Sau khi được nhận vai trong video ca nhạc cho "I Swear" của Jo Sung-mo, trải nghiệm đó đã khiến Gang tò mò đến mức anh quyết định tham gia một số lớp học diễn xuất.
Anh  từ bỏ nghề người mẫu và xuất hiện lần đầu với tư cách là một diễn viên trong bộ phim truyền hình MBC năm 2003  Country Princess (위풍당당 그녀) đóng vai một bác sĩ với phương ngữ địa phương.
Trong năm 2004, anh xuất hiện lần đầu trên màn ảnh trong Người Đẹp Nói Dối (그녀를 믿지 마세요) với vai người yêu của Kim Haneul.
Năm 2004, phim  Sự quyến rũ của bầy sói (늑대의 유혹)  đã giành được Giải thưởng Diễn viên mới của Giải thưởng Điện ảnh Hàn Quốc, Giải được yêu thích của Liên hoan phim Rồng Xanh, Giải Diễn viên mới của tại Golden Cinema Film Festival và giải Danh tiếng tại Lễ trao giải nghệ thuật Baeksang.
Năm 2010, anh đóng cặp với Song Kang Ho trong phim điện ảnh  Anh em kết nghĩa (의형제) và giành được giải Diễn viên xuất sắc nhất của Giải Hiệp hội Phê bình Điện ảnh Hàn Quốc (한국영화평론가협회상).

## Danh sách phim

### Phim điện ảnh
| Năm  | Tên phim                                      | Vai diễn        | Ghi chú                    |
| ---- | --------------------------------------------- | --------------- | -------------------------- |
| 2004 | Too Beautiful to Lie                          | Choi Hee-cheol  |                            |
| 2004 | Temptation of Wolves                          | Jeong Tae-seong |                            |
| 2005 | Duelist                                       | Sad Eyes        |                            |
| 2006 | Maundy Thursday                               | Jeong Yun-soo   |                            |
| 2007 | Voice of a Murderer                           | Kidnapper       |                            |
| 2007 | M                                             | Han Min-woo     |                            |
| 2009 | Jeon Woo-chi: The Taoist Wizard               | Jeon Woo-chi    |                            |
| 2010 | Secret Reunion                                | Song Jee-won    |                            |
| 2010 | Haunters                                      | Cho-in          |                            |
| 2011 | Camellia                                      | Jae-hee         | Phân đoạn: "Love For Sale" |
| 2013 | The X                                         | X               | Phim ngắn                  |
| 2014 | Kundo: Age of the Rampant                     | Jo Yoon         |                            |
| 2014 | My Brilliant Life                             | Han Dae-su      |                            |
| 2015 | The Priests                                   | Deacon Choi     |                            |
| 2016 | A Violent Prosecutor                          | Han Chi-won     |                            |
| 2016 | Vanishing Time: A Boy Who Returned            | adult Sung-min  |                            |
| 2016 | Master                                        | Kim Jae-myung   |                            |
| 2017 | 1987: When the Day Comes                      | Lee Han-yeol    | Xuất hiện đặc biệt         |
| 2018 | Golden Slumber                                | Kim Gun-woo     |                            |
| 2018 | In-rang                                       | Im Joong-kyung  |                            |
| 2018 | Tsunami LA                                    |                 | Phim debut ở Hollywood     |
| 2020 | Peninsula: Bán Đảo                            | Jeong Seok      |                            |
| 2022 | Người môi giới                                | Dong-soo        |                            |
| 2023 | Dr.Cheon and Lost Talisman: Thanh gươm trừ tà | Dr. Cheon       |                            |
| 2024 | The Plot (Bẫy nuốt mạng)                      | Yeong-il        |                            |
| 2024 | Uprising (Chiến tranh loạn lạc)               | Cheon-young     |                            |

### Phim truyền hình
| Năm  | Tên phim         | Vai diễn     | Kênh |
| ---- | ---------------- | ------------ | ---- |
| 2003 | Country Princess | Min Ji-hoon  | MBC  |
| 2003 | 1% of Anything   | Lee Jae-in   | MBC  |
| 2004 | Magic            | Cha Gang-jae | SBS  |

### Video âm nhạc
| Năm  | Tên bài hát                                    | Nghệ sĩ thể hiện |
| ---- | ---------------------------------------------- | ---------------- |
| 2000 | "I Swear" (tiếng Hàn: 다짐; Romaja: Dajim)     | Jo Sung-mo       |
| 2001 | "Light" (tiếng Hàn: 빛; Romaja: Bit)           | J                |
| 2004 | "It Rains" (tiếng Hàn: 비가와; Romaja: Bigawa) | Jung Chul        |
| 2010 | "Let's Break Up" (tiếng Hàn: 헤어지자고)       | Joo Hyung-jin    |
| 2016 | "Telling A Secret" (tiếng Hàn: 비밀을 말하다)  | Joo Hyung-jin    |

## Giải thưởng và đề cử
| Năm  | Giải thưởng                                    | Đề cử                     | Tên tác phẩm                       | Kết quả   |
| ---- | ---------------------------------------------- | ------------------------- | ---------------------------------- | --------- |
| 2003 | 22nd MBC Drama Awards                          | Best New Actor            | 1% of Anything                     | Đoạt giải |
| 2004 | 40th Baeksang Arts Awards                      | Best New Actor (Film)     | Too Beautiful to Lie               | Đề cử     |
| 2004 | 40th Baeksang Arts Awards                      | Most Popular Actor (Film) | Too Beautiful to Lie               | Đoạt giải |
| 2004 | 41st Grand Bell Awards                         | Best New Actor            | Too Beautiful to Lie               | Đề cử     |
| 2004 | 25th Blue Dragon Film Awards                   | Best New Actor            | Temptation of Wolves               | Đề cử     |
| 2004 | 25th Blue Dragon Film Awards                   | Popular Star Award        | Temptation of Wolves               | Đoạt giải |
| 2004 | 24th Korean Association of Film Critics Awards | Best New Actor            | Temptation of Wolves               | Đoạt giải |
| 2004 | 3rd Korean Film Awards                         | Best New Actor            | Temptation of Wolves               | Đoạt giải |
| 2004 | 3rd Korean Film Awards                         | Best New Actor            | Too Beautiful to Lie               | Đề cử     |
| 2004 | 7th Director's Cut Awards                      | Best New Actor            | Too Beautiful to Lie               | Đoạt giải |
| 2005 | 3rd CGV Audience Choice of the Year Awards     | Best New Actor            | Temptation of Wolves               | Đoạt giải |
| 2005 | 41st Baeksang Arts Awards                      | Most Popular Actor (Film) | Temptation of Wolves               | Đoạt giải |
| 2005 | 28th Golden Cinematography Awards              | Best New Actor            | Temptation of Wolves               | Đoạt giải |
| 2005 | 26th Blue Dragon Film Awards                   | Popular Star Award        | Duelist                            | Đoạt giải |
| 2007 | 43rd Baeksang Arts Awards                      | Best Actor (Film)         | Maundy Thursday                    | Đề cử     |
| 2010 | 46th Baeksang Arts Awards                      | Best Actor (Film)         | Secret Reunion                     | Đề cử     |
| 2010 | 19th Buil Film Awards                          | Best Actor                | Secret Reunion                     | Đề cử     |
| 2010 | 30th Korean Association of Film Critics Awards | Best Actor                | Secret Reunion                     | Đoạt giải |
| 2010 | 47th Grand Bell Awards                         | Best Actor                | Secret Reunion                     | Đề cử     |
| 2010 | 31st Blue Dragon Film Awards                   | Best Actor                | Secret Reunion                     | Đề cử     |
| 2014 | 51st Grand Bell Awards                         | Best Actor                | Kundo: Age of the Rampant          | Đề cử     |
| 2016 | 11th Max Movie Awards                          | Best Actor                | The Priests                        | Đề cử     |
| 2016 | InStyle Star Icon                              | Best Actor (Film)         | The Priests                        | Đoạt giải |
| 2016 | InStyle Star Icon                              | Most Stylish Male Actor   | —                                  | Đoạt giải |
| 2016 | 2nd Fashionista Awards                         | Best Dresser – Male       | —                                  | Đề cử     |
| 2017 | 16th New York Asian Film Festival              | Star Asia Award           | Vanishing Time: A Boy Who Returned | Đoạt giải |